# Paix de Vervins
La paix de Vervins, qui met fin à la guerre franco-espagnole de 1595-1598, est signée le 2 mai 1598 à Vervins (actuel département de l'Aisne) entre le roi de France Henri IV et le roi d'Espagne Philippe II.
Ce traité intervient peu de temps après la fin de la huitième guerre de religion (reddition du duc de Mercoeur, 13 mars 1598) et la promulgation de l'édit de Nantes (avril). 

## Contexte

### La lutte entre les Habsbourg et les rois de France
Après l'élection de Charles Quint à la tête du Saint-Empire romain germanique, la rivalité entre les maisons de France et de Habsbourg s'amplifie. 
À partir de 1516, Charles Quint est roi de Castille et roi d'Aragon, souverain des Pays-Bas, détient plusieurs territoires en Italie. La France est plus ou moins encerclée. Sous François Ier et Henri II, les maisons de France et de Habsbourg s'opposent au cours de plusieurs guerres marquées par des succès pour la France (Marignan, Metz) ou pour les Habsbourg (Pavie, Saint-Quentin). 
Mais Charles Quint, empereur élu en 1519 contre François Ier, est aux prises avec le développement rapide du protestantisme en Allemagne, et est obligé, après des années de guerre, de concéder la paix d'Augsbourg (1555). Il décide alors de renoncer au pouvoir et abdique les Pays-Bas et l'Espagne en faveur de son fils Philippe tandis que les possessions autrichiennes des Habsbourg reviennent à son frère Ferdinand, élu empereur en 1558.
La guerre se poursuit entre Henri II et Philippe II, mais se conclut rapidement par le traité de Cateau-Cambrésis, en 1559, par lequel les deux rois se rendent leurs conquêtes. 

### L'insurrection des Pays-Bas contre Philippe II
Les dix-sept provinces qui forment les Pays-Bas des Habsbourg entrent en insurrection contre Philippe II en 1568, sous la direction de Guillaume d'Orange. 
En 1581, les insurgés, formant l'union d'Utrecht, proclament la déchéance de Philippe de ses droits aux Pays-Bas : c'est le début d'un nouvel État, les Provinces-Unies, qui se trouvent de fait réduites aux sept provinces du nord, notamment la Hollande et la Zélande, à la suite de l'offensive d'Alexandre Farnèse en 1582-1585. Mais par la suite, l'armée espagnole ne progresse plus; au contraire dans les années 1590, les troupes de Maurice de Nassau, fils de Guillaume d'Orange, reprennent plusieurs villes (Bréda, Deventer, Groningue). 
La situation aux Pays-Bas interagit avec les guerres de Religion en France, tandis que l'Angleterre intervient à l'occasion comme alliée des insurgés néerlandais et des protestants français.

### L'intervention de Philippe II dans la huitième guerre de Religion en France (1584-1598)
Comme son père, Philippe II se considère comme le principal défenseur de la cause catholique menacée par les protestants comme par les Ottomans musulmans. C'est ce qui va l'amener à intervenir directement dans les guerres civiles françaises, pour combattre l'avènement au trône de France du calviniste Henri de Navarre.
En 1584, meurt le dernier frère (François) du roi de France Henri III. Dès lors, selon la loi salique, l'héritier présomptif du trône est Henri de Navarre (plus proche descendant de saint Louis en ligne masculine), qui est calviniste et chef du parti protestant français. Cette situation est la cause de la huitième guerre de Religion : les catholiques les plus radicaux forment la Ligue, avec laquelle Philippe II conclut le traité de Joinville (décembre 1584).
La guerre civile aboutit à l'assassinat du duc Henri de Guise, chef des Ligueurs, en 1588, du roi Henri III en août 1589 et à l'avènement consécutif de Henri de Navarre, reconnu immédiatement comme roi par une partie des catholiques, tandis que les ligueurs continuent le combat avec l'appui espagnol.
Philippe II envoie une armée en France à partir des Pays-Bas (1590). Sa fille, l'infante Isabelle-Claire-Eugénie d'Autriche est proposée comme candidate au trône de France. Des troupes espagnoles, commandées par Don Juan d'Aguila, sont envoyées en Bretagne, dont le gouverneur, le duc de Mercœur, est proche des Guise. 
Mais Henri IV, vainqueur des ligueurs à Arques et à Ivry, revient au catholicisme en 1593 et est sacré à Chartres en 1594, ce qui lui donne une légitimité encore plus grande aux yeux des catholiques.

### La guerre franco-espagnole de 1595-1598 et la reddition des derniers ligueurs
Le 15 janvier 1595, Henri IV entre clairement en la guerre contre Philippe II en attaquant le comté de Bourgogne, possession que Philippe tient, comme les Pays-Bas, de ses ancêtres les ducs de Bourgogne. La guerre se déroule principalement en Bourgogne (comté et duché) et en Picardie, à la limite des Pays-Bas.
Les batailles ont des résultats variables : victoire française à la bataille de Fontaine-Française, le 5 juin 1595, dans le duché de Bourgogne, victoire des Espagnols au siège de Doullens, en juillet 1595, au siège de Calais (1596) et lors de la prise d'Amiens (1597), mais cette ville est ensuite reprise par les Français.  
Dans la même période, Henri obtient la soumission des derniers ligueurs, par les armes ou en les achetant l'un après l'autre. Le dernier à se soumettre est le duc de Mercœur, gouverneur de Bretagne, résidant à Nantes. Au début de 1598, Henri vient à Angers. Mercoeur se soumet sans combat le 15 mars. En avril, est promulgué l'édit de Nantes, qui met officiellement fin à la guerre civile.

## Les négociations de Vervins
À partir de 1597, le pape Clément VIII (1536-1605), qui a reconnu Henri IV comme roi de France à la suite de sa conversion, veut mettre fin à la guerre franco-espagnole. Il envoie à Philippe II son légat auprès de Henri IV, le cardinal Alexandre de Médicis (1535-1605), archevêque de Florence (puis brièvement pape en 1605 sous le nom de Léon XI) et envoie à l'archiduc Albert le général des Franciscains, Bonaventure Caltagirone.  
Les négociations de paix s'ouvrent à Vervins, petite ville de Picardie, le 9 février 1598. Elles sont présidées par Alexandre de Médicis, les deux royaumes étant traités sans préséance de l'un ou de l'autre.
Les représentants du roi de France sont Pomponne de Bellièvre et Nicolas Brûlart de Sillery ; Philippe II est représenté par Jean-Baptiste II de Taxis.

## Le traité

### Présentation
Le texte du traité est en français, selon la coutume habituelle à la fin du XVIe siècle entre la France et l'Espagne.
Il s'agit d'un traité entre ces deux royaumes, mais impliquant explicitement d'autres parties prenantes : les Pays-Bas espagnols, les Provinces-Unies, la Savoie, l'Angleterre, ainsi que le pape, l'empereur, des princes allemands, etc.
Après un assez long préambule (3 pages), il est formé de trente-trois articles, suivis d'annexes, notamment un « traité des particuliers » (16 articles, concernant les problèmes de personnalités néerlandaises, notamment le prince Philippe-Guillaume d'Orange et Louise de Coligny, veuve de Guillaume d'Orange) et des « articles séparés », dont : Pour la tresve accordée à la royne d'Angleterre et Provinces-Unyes des Païs-Bas. 

### Contenu
Ce traité confirme et complète les clauses du traité du Cateau-Cambrésis du 3 avril 1559.
Philippe reconnaît formellement Henri IV comme roi de France.
- l'Espagne restitue à la France le Vermandois, les conquêtes en Picardie, Calais et Port-Louis ;
- la France rend à Philippe II, en tant que descendant des ducs de Bourgogne, le Charolais, ainsi que diverses places fortes conquises depuis 1559 ; il réitère sa renonciation à la suzeraineté sur le comté de Flandre et le comté d'Artois, déjà stipulée par le traité de Madrid et la paix des Dames.

Henri IV, qui avant d'être roi de France était roi de Navarre par sa mère Jeanne de Navarre, refuse d'entériner l'annexion de la partie sud du royaume de Navarre (à partir de Roncevaux), réalisée en 1512 par Ferdinand d'Aragon, arrière-grand-père de Philippe II, cette spoliation ayant été opérée à l'encontre de son propre arrière-grand-père maternel, le roi Jean III de Navarre.

## Bilan et suites
Ce traité constitue un échec pour le roi d'Espagne, qui n’a pu s’imposer sur aucun front : ni sur la frontière du Nord (alors qu’il y détient plusieurs places dans les années 1590), ni en Bretagne, ni en Provence. 
Ce traité marque une première étape dans le transfert de puissance qui va avoir lieu au siècle suivant entre l'Espagne et la France qui va entrer dans le « Grand Siècle ».

### Textes du traités
- Mémoire historique concernant la négociation de la paix traitée à Vervins l'an 1598..., Paris, Charles de Sercy, 1667 (Notice BnF et Ouvrage sur Google Books) : il s'agit de la première publication du traité, réalisée à partir des papiers de Pomponne de Bellièvre.
- Texte du traité cité par : Bernard Haan, « La dernière paix catholique européenne : édition et présentation du traité de Vervins », dans : Vidal et Pilleboue, La Paix de Vervins, 1998, pages 9-63, à partir d'un original qui se trouve au Fonds de la conservation des traités du ministère des Affaires étrangères (les originaux du traité étaient au nombre de quatre : deux pour le roi de France, deux pour le roi d'Espagne ; c'est un de ces deux derniers que détient actuellement le ministère des AE).